# Jön a medve!
A Jön a medve! a L’art pour l’art Társulat 1989-1991-ben készült, és 1992-ben bemutatott tévéfilmje. A jelenetek nagy részét 1989 márciusában leforgatták, de mivel a társulatnak a rendezővel konfliktusa volt, emiatt leállt a forgatás, az elkészült felvételek ezt követően két és fél évre dobozba kerültek, és csak ezután került sor a zárójelenetek felvételére, amelyben a történet szerint is két és fél év elteltével a készítők vallanak az események hátteréről.

## Történet
A főszereplő (Galla Miklós) elveszíti a buszbérletét, majd igyekszik megtalálni. Ennek érdekében taxival a busz után ered, amely vélhetőleg utaztatja a bérletet. Dolák-Saly Róbert és Laár András sok-sok figurában jelenik meg a film folyamán a bérletkereséses történet szereplőjeként. Nagy Natália pedig férfihangon jelenti be időnként a pontos időt. A főszereplő a buszgarázsba jut, majd a buszvezetőt hazáig kíséri, hátha ott megtalálja a hőn visszavágyott bérletet. A buszvezető géppisztollyal üldözi el a főszereplőt, aki visszamegy a buszgarázsba szerencsét próbálni. Itt sok meglepő dolog történik, például támad a harapós éjjeliőr, az egyik szobában nyár van és strandolnak, de a legváratlanabb talán az, hogy egyszer csak jön a medve. A mellékszereplők egyike-másika pedig néha gyilkosság áldozata lesz, de soha nem derül ki, hogy ki és miért öl, illetve hogy az áldozatok miért halnak meg. A talált tárgyak osztálya, de talán az egész film hangulata kicsit Terry Gilliam Brazil c. filmjét idézi. Az 1989-ben leforgatott film két és fél évre fiókba került, majd 1991-ben hozzátoldottak egy rövid jelenetet. Ebben a film készítői vallanak a történet bűnügyi részleteiről. A háromnegyed órás abszurd játékfilm zárójelenete Az élet egy rejtélyes hősköltemény c. ünnepélyes dalszerzemény, melyet Laár András írt, s amely alapjául szolgál egy grandiózus táncos képsorozatnak sok-sok szereplővel fűszerezve.

## Szereplők
- Galla Miklós
  - az ember, aki elvesztette a bérletét
  - Radafuk Ernő tévébemondó
- Laár András
  - öregasszony
  - Tompika, a taxisofőr
  - Sipos-Nagy, BKV csoportvezető
  - japán harcos
  - bajszos férj
  - kisfiú a talált tárgyak osztályán
  - utcazenész
  - punk jegyellenőr
  - énekes táncművész
- Dolák-Saly Róbert
  - másik öregasszony
  - Fudaraku László buszsofőr
  - másik japán harcos
  - feleség
  - Tényteli József nyugdíjas portás
  - Holmárcsik Béla bérletügyi előadó
  - zöldséges
  - énekes táncművész
- Nagy Natália
  - időbemondó
  - nagymama
  - énekes táncművész